# Muzeul de Istorie Naturală din Lima
Muzeul de Istorie Naturală (Museo de Historia Natural) din Lima, este cel mai important muzeu de istorie naturală din Peru. A fost înființat în 1918 și aparține Universității Naționale San Marcos.

## Istorie
Muzeul a fost fondat în 1918 de către Facultatea de Științe a Universității Naționale San Marcos. Primul director și fondator al muzeului a fost Carlos Rospigliosi.
Personalul inițial al muzeului a constat dintr-un curator șef și trei curatori pentru domeniile Zoologie, Botanică și Mineralogie.
Prima expediție științifică a fost organizată de Rospigliosi în aprilie 1918, care a colectat exemplare de faună, floră și minerale din regiunile Junín și Huánuco. A doua expediție a fost organizată de Societatea Geografică din Lima în 1920, care a inclus participarea geologului și exploratorului suedez Otto Nordenskiöld. Această expediție a explorat zonele muntoase și poalele Anzilor din departamentul Junín.
În 1920, rectorul Universității Naționale din San Marcos, Dr. Javier Prado, a intervenit pentru a achiziționa colecțiile lui Antonio Raimondi pentru muzeul creat recent. Acestea au inclus specimene zoologice, botanice și mineralogice.

## Clădirea
Inițial, muzeul a fost amplasat la Facultatea de Științe Umaniste și Sociale din campusul din Parque Universitario. În 1934, s-a mutat în locația sa actuală pe Av. Arenales 1256, Jesús María în Lima, Peru.

## Colecții
Muzeul este depozitarul unor exemplare reprezentative ale faunei, florei și mineralelor din Peru, inclusiv expoziții de mamifere, primate, nevertebrate, reptile, amfibieni, păsări, plante, fosile, dinozauri, pești și minerale.
Reperele colecțiilor includ:
- Scheletele unui cașalot
- Fosile de cai sud-americani
- Fosile de leneși uriași de pământ

## Publicații
Prima serie de publicații a fost Boletín del Museo de Historia Natural, în 1937, și a avut ca scop prezentarea activităților instituționale și a rezultatelor cercetării științifice. Seria Publicaciones del Museo în zoologie, botanică și geologie au fost publicate din 1948, Memorias del Museo în 1951 și Serie de Divulgación în 1964.